# Mount Everest Trek

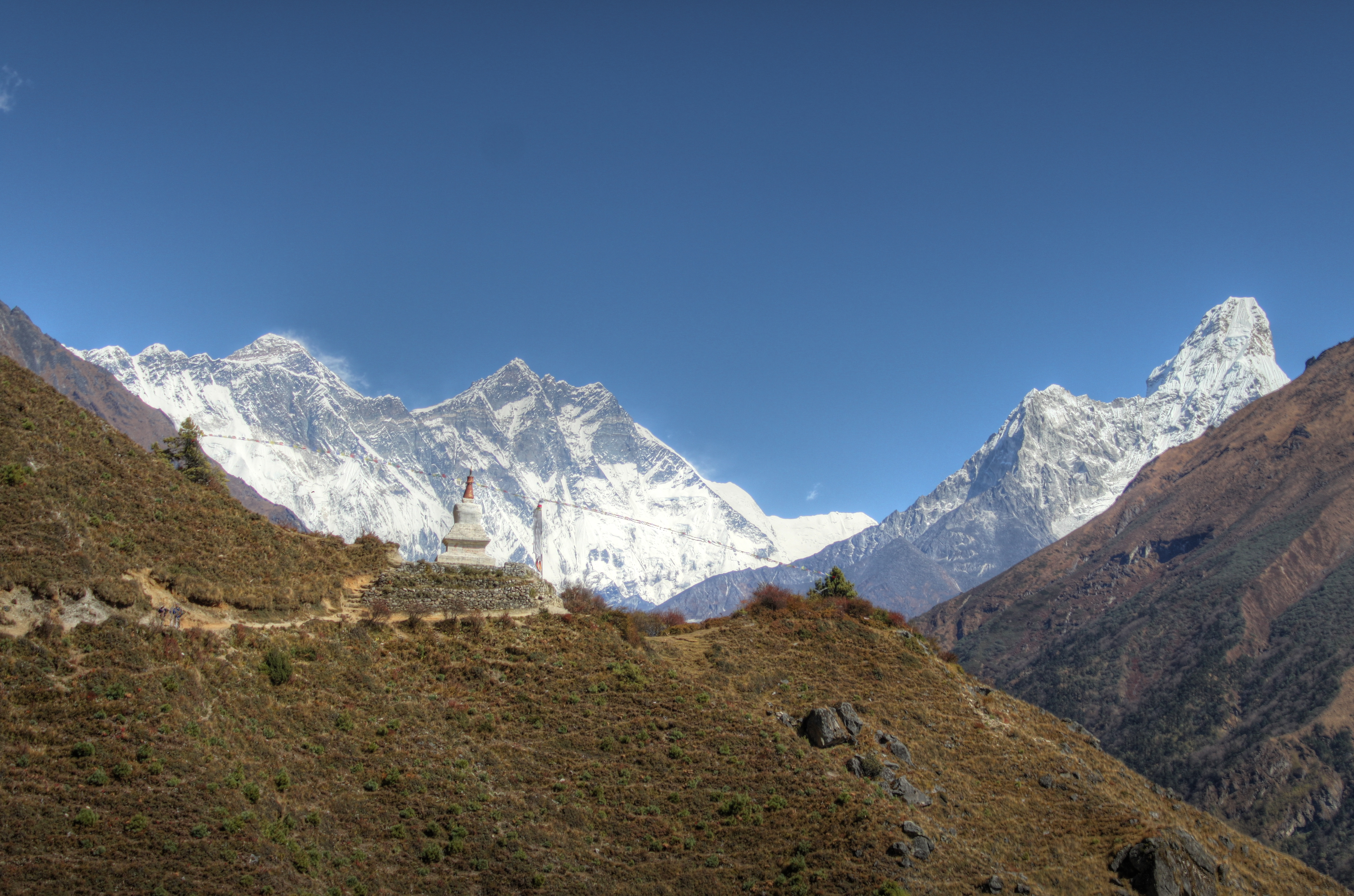
Der Mount Everest Trek etwa drei Kilometer nordöstlich Namche Bazar. Im Hintergrund von links nach rechts: Nuptse, die Spitze des Mount Everest (hinter der Nuptse-Südschulter), Lhotse und rechts die Ama Dablam. Am Trek ein Chörten.

Der Mount Everest Trek ist ein Fernwanderweg von Lukla zum Aussichtsberg Kala Patthar und zum Mount Everest Base Camp, der von den meisten der bis zu 31.000 jährlichen Besucher (2010) des Sagarmatha-Nationalparkes zumindest streckenweise benutzt wird und deswegen in Nepal auch scherzhaft Solu-Khumbu-Highway genannt wird.

## Verlauf

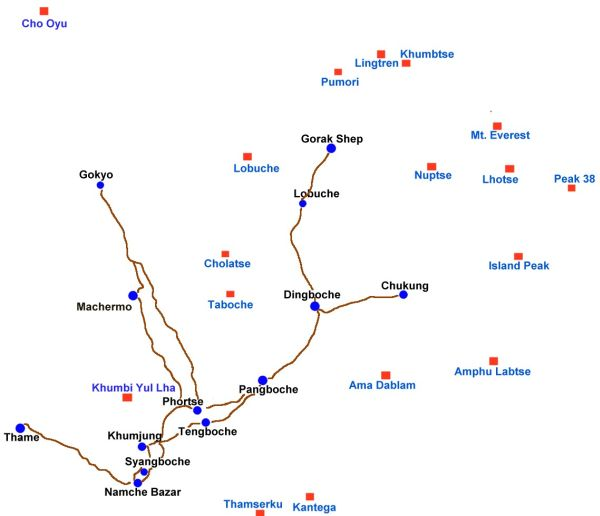
Region Khumbu mit dem Everest Trek ab Namche Bazar

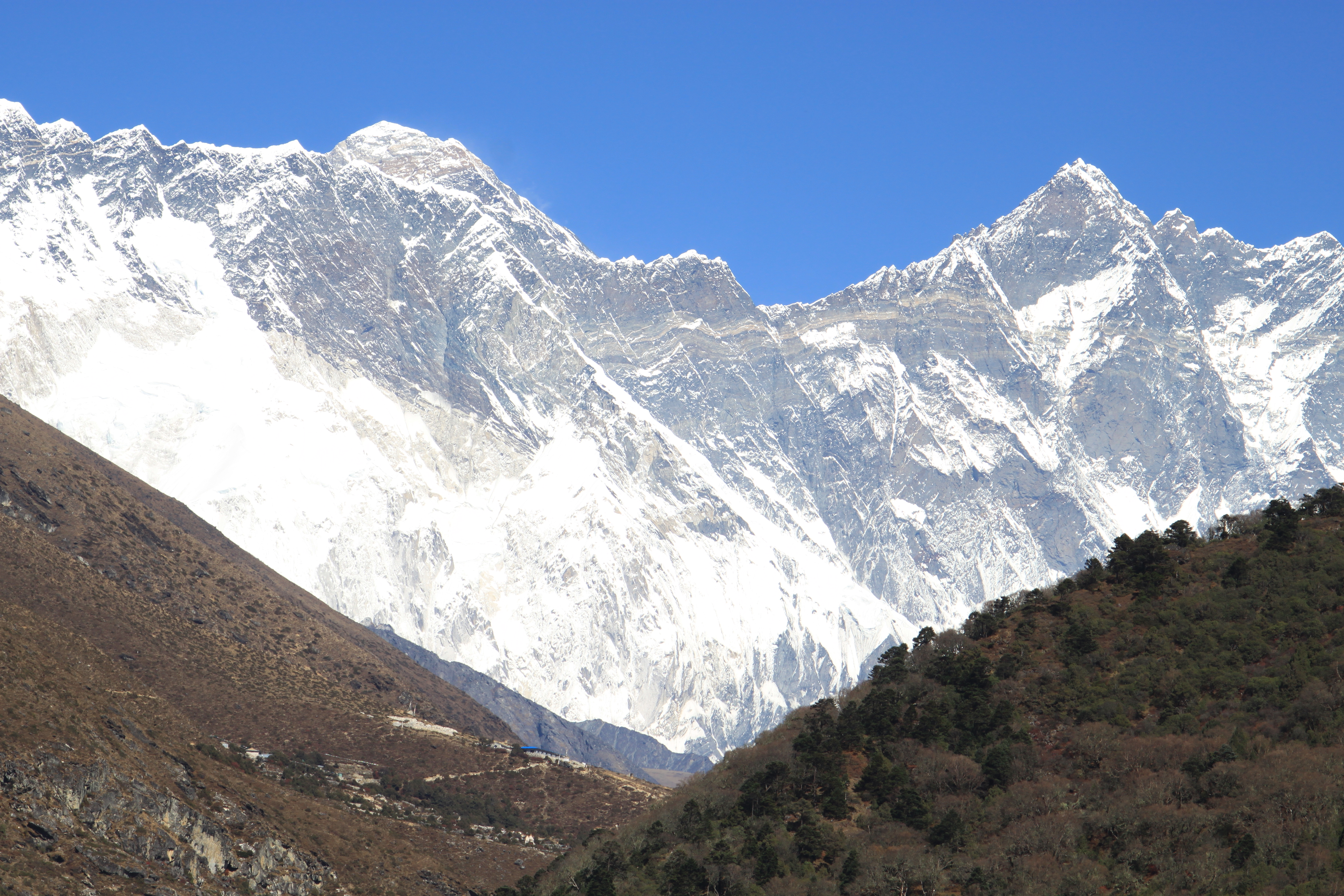
Der Lhotse (rechts), die Spitze des Mount Everest (halblinks) und davor die Nuptse-Südschulter von Deboche (3710 m) aus gesehen

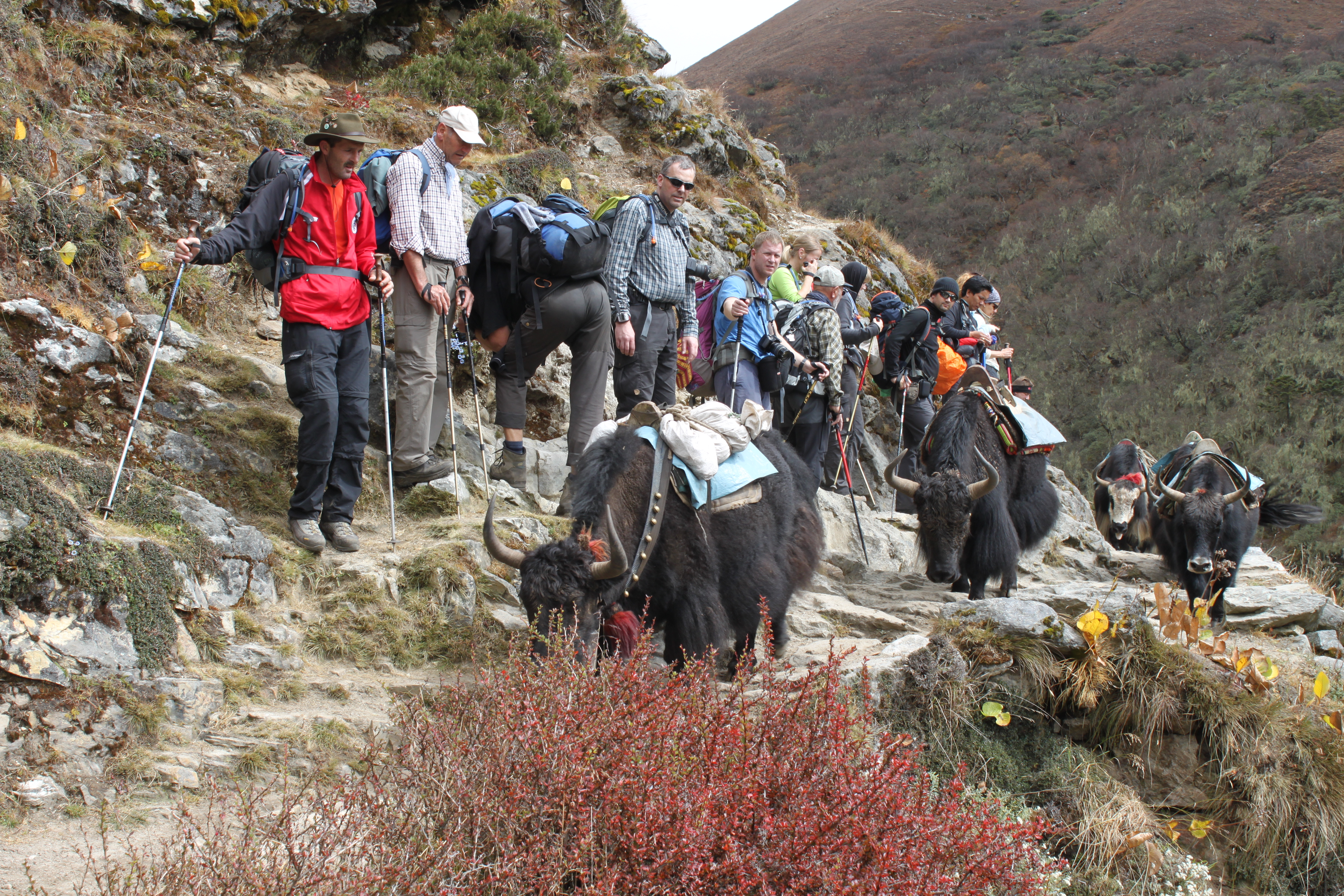
Begegnung bei Orsho (zwischen Pangboche und Dingboche): Yaks sind zwar robuste und kaum aggressive Tragetiere, zeigen sich jedoch wenig flexibel in der Wegeführung, weswegen Trekker ausweichen sollten

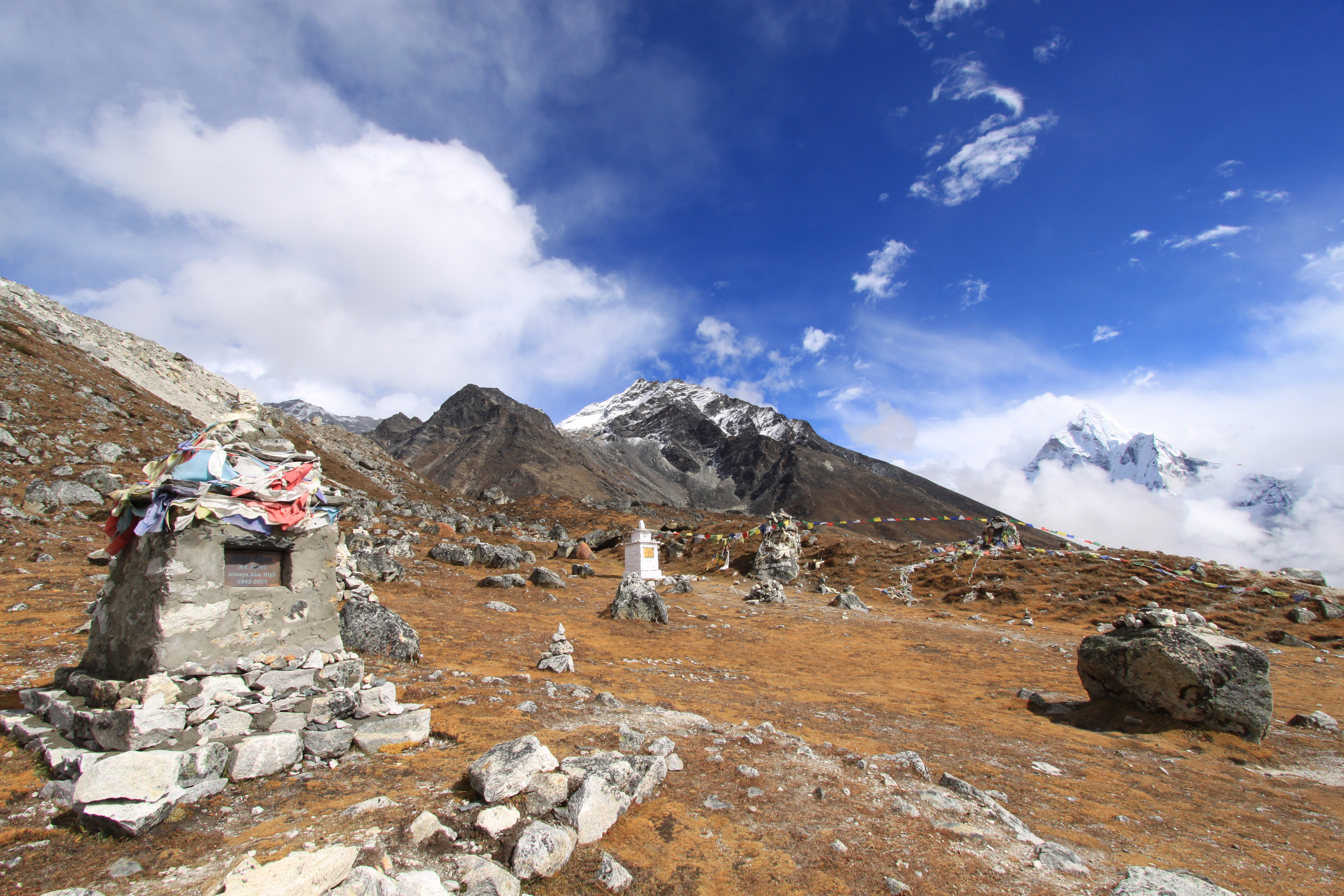
Gedenksteine am Thokla-Pass für die am Mount Everest tödlich Verunglückten

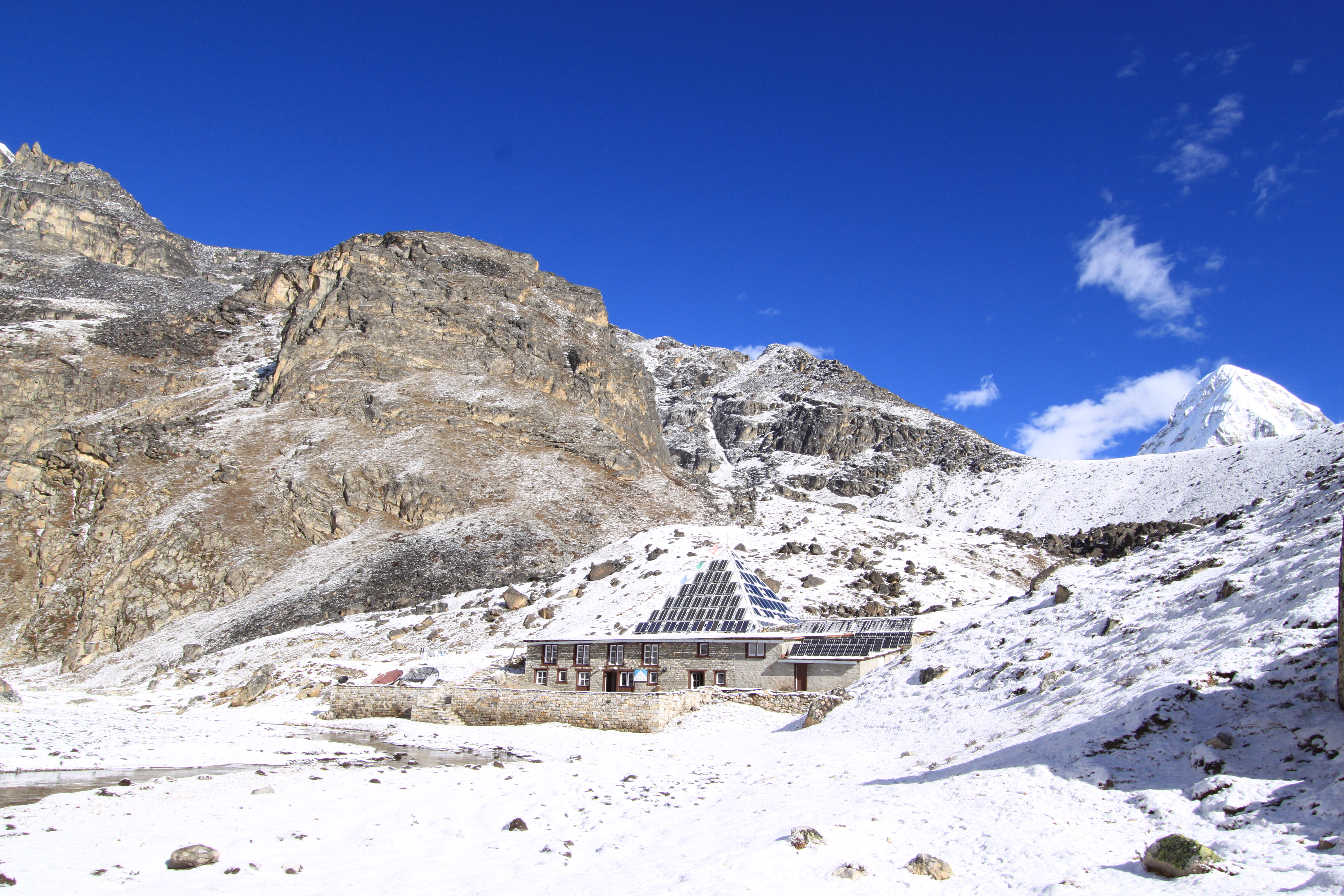
Italienische Forschungsstation auf 4970 Meter Höhe am Lobuche-Gletscher (wenige 100 Meter westlich des Treks kurz hinter dem Ort Lobuche)

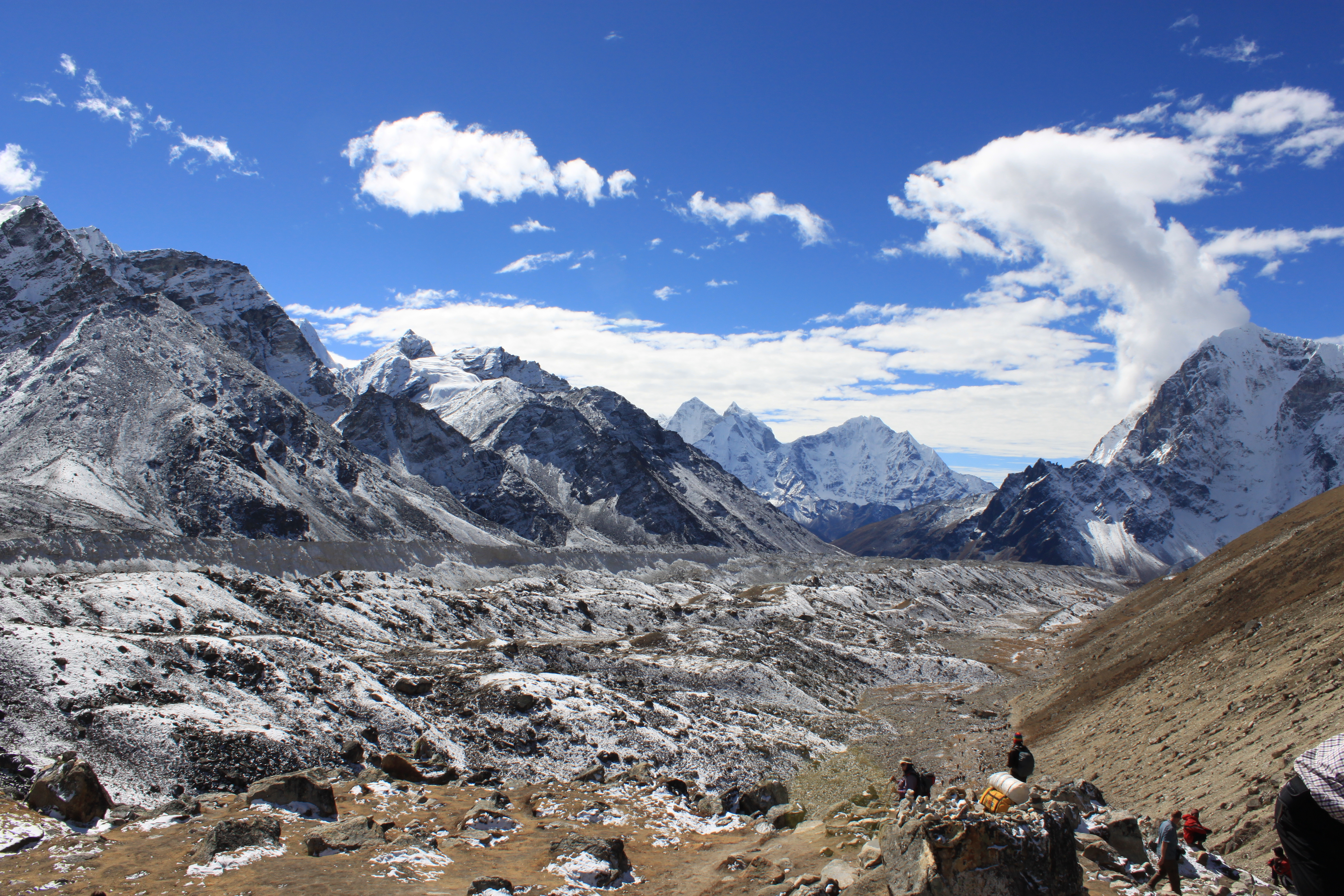
Blick auf den Khumbu-Gletscher vom Lobuche-Pass aus (5110 m, Blickrichtung Süd)

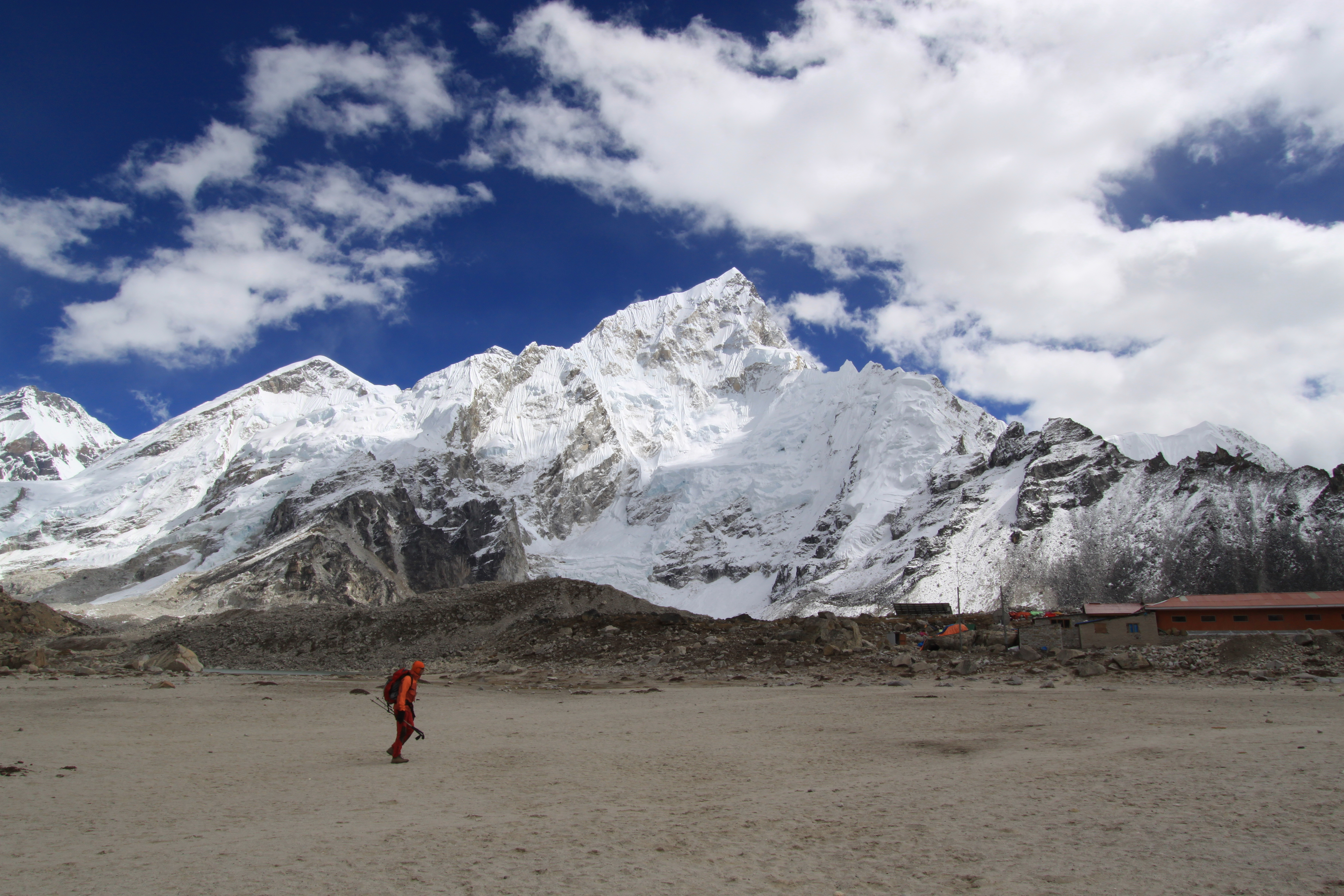
Blick über das (trockene) Seebett bei Gorak Shep. Im Hintergrund von links: Changtse, Everest-Westschulter, Spitze des Mount Everest (etwas rechts über dem vom Kala Patthar kommenden Trekker), dominierend der Nuptse, Nuptse Icefall und weitere, namenlose Ausläufer des Nuptse

In aller Regel erfolgt die Anreise über den Flughafen Lukla. Der Flugplatz Syangboche bei Namche Bazar wird nur in Einzelfällen benutzt, unter anderem da er mit 3970 Meter Höhe schon in einer Zone liegt, in der eine Höhenanpassung erforderlich ist. Sofern der Flughafen Lukla gesperrt ist, wird gelegentlich der 30 Kilometer entfernte behelfsmäßige Flugplatz Phablu als Zwischenstation benutzt, von dem bei Wetteraufklarung weiter nach Lukla geflogen wird. Sofern Lukla längerfristig gesperrt ist, kann auch mit dem Bus zur Ortschaft Jiri gefahren werden und von dort in etwa vier Tagen bis eine Woche nach Lukla marschiert werden.
Von Lukla (2840 m) führt die Route zunächst entlang des Dudh-Kosi-Tals abwärts bis Nurning (2492 m), um von dort wieder bis Phakding auf 2610 Meter anzusteigen. Bei Phakding wird der Dudh Kosi erstmals auf einer der (inzwischen modernen) Seilbrücken überquert. Zwischen Jorsale (2740 m) und Monjo (2835 m) befindet sich der Eingang zum Sagarmatha-Nationalpark.
Nach der Larja Brücke bei Larja Dobhan (2830 m) beginnt der Aufstieg nach Namche Bazar (3440 m), an einer Kehre in dessen Verlauf ist unter günstigen Bedingungen der erste Blick auf die Spitze des Mt. Everest möglich. Etwa zwei Kilometer hinter (nordöstlich) Namche Bazar sind erstmals Ama Dablam, Lhotse Shar, Taboche und Kantega zu sehen. Kurz hinter Khumjung folgt die Abzweigung nach Gokyo dem Dudh Kosi entlang, deren Anfang über Phortse auch als alternative Route auf dem Mount Everest Trek nach Pangboche verwendet werden kann.
In der Regel verläuft der Trek jedoch über Phunki Tenga nach Tengboche, dem religiösen Zentrum der Khumbu-Region, nun dem Imja Khola entlang. Über Deboche und Pangboche erreicht man Samso Ogma, wo entweder der direkte Weg über Pheriche (letztes Hospital) oder aber die östliche Schleife über Dingboche (von hier Abzweig nach Chhukhung und zum Island Peak) nach Dughla gewählt werden kann, wobei die östliche Route auf einer Hochfläche über dem Lobuche Khola führt, während die westliche Route direkt am Lobuche Khola verläuft. Kurz vor der Raststätte Dughla (Thokla) wird der Lobuche Khola überquert, danach beginnt der Aufstieg zum Thokla-Pass (von 4620 auf 4830 m).
Am Thokla-Pass befinden sich zahlreiche Gedenksteine für die am Mt. Everest tödlich verunglückten Bergsteiger. Kurz darauf trifft der Weg von Gokyo und dem Cho La Pass auf den jetzt entlang des Khumbu-Gletschers verlaufenden Everest-Trek. Dementsprechend ist der folgende Ort Lobuche zumeist überfüllt, die Unterkünfte dort sind in einem besonders schlechten Zustand. Kurz hinter Lobuche kann in einem Seitental zum Lobuche (Berg) hin das Italian Research Center besichtigt werden, die Forschungsstation widmet sich unter anderem der Beobachtung des Klimawandels (mit Messungen vor allem am direkt vor der Station liegenden Lobuche-Gletscher) sowie der Erforschung der Höhenkrankheit. Von Lobuche ist Gorak Shep (5140 m), die letzte Ortschaft vor dem Mount Everest,  innerhalb eines Tages leicht zu erreichen (gute Höhenanpassung vorausgesetzt). In der Regel besuchen Trekker von hier aus den Kala Patthar, von dem eine gute Sicht auf das obere Drittel des Mount Everest möglich ist. Vom Everest Base Camp ist der Mount Everest überhaupt nicht, von Gorak Shep nur dessen Spitze zu sehen.
| Von…         | nach…             | Höhe Endpunkt (m) | Dauer (h) |
| ------------ | ----------------- | ----------------- | --------- |
| Lukla        | Phakding          | 2610              | 3         |
| Phakding     | Monjo             | 2840              | 2,5       |
| Monjo        | Namche Bazar      | 3440              | 2,5       |
| Namche Bazar | Phunki Tenga      | 3250              | 2,5       |
| Phunki Tenga | Tengboche         | 3860              | 2         |
| Tengboche    | Pangboche         | 3930              | 2         |
| Pengboche    | Pheriche          | 4240              | 2,5       |
| Pheriche     | Doughla           | 4620              | 1,5       |
| Doughla      | Lobuche           | 4910              | 2         |
| Lobuche      | Gorak Shep        | 5140              | 2,5       |
| Gorak Shep   | Everest Base Camp | 5380              | 4         |
| Gorak Shep   | Kala Patthar      | 5550              | 1         |
| Gorak Shep   | Lobuche           | 4910              | 1,5       |
| Lobuche      | Pheriche          | 4240              | 2,5       |
| Pheriche     | Tengboche         | 3860              | 2,5       |
| Tengboche    | Phunki Tenga      | 3250              | 1         |
| Phunki Tenga | Khumjung          | 3780              | 2         |
| Khumjung     | Namche Bazar      | 3440              | 1,5       |
| Namche Bazar | Lukla             | 2840              | 6         |

## Klima, Vegetation und Fauna
→ Sagarmatha-Nationalpark.

## Reisezeiten
Die Reisezeit wird durch den Monsun (im Khumbu-Gebiet Mitte Juni bis Mitte September) und die Winterkälte (bzw. Schneefall/Vereisung) eingeschränkt (Tagesfrost November bis März). Im Herbst ist das Wetter stabiler, so dass die meisten Besucher des Sagarmatha-Nationalparks im Oktober und November zu verzeichnen sind, gefolgt von April, März und Dezember.

## Akklimatisation
Auf Höhe des Meeresspiegels bei 15 °C ist der Luftdruck 1013 hPa (der Sauerstoffanteil von 21 Prozent bleibt auf allen Höhen gleich), auf 3.660 Meter – mithin kurz hinter Namche Bazar – ist der Luftdruck bereits um 40 Prozent geringer, auf dem Kala Patthar mit 5550 Meter nur halb so hoch. Das Hospital in Khumjung/Kunde empfiehlt, sich zur Höhenanpassung für den Aufstieg von Lukla zum Kala Patthar neun Tage Zeit zu nehmen, maximal 400 Meter pro Tag aufzusteigen und jeweils bei 3440 (Namche Bazar) und 4600 Meter (Dughla) einen Tag Pause einzulegen. In der Regel werden diese Vorgaben von Trekkern jedoch nicht eingehalten.
Ab 4000 Meter Höhe muss generell mit gesundheitlichen Beeinträchtigungen gerechnet werden, die sich in erster Linie in Schlaflosigkeit, Kopfschmerzen und Konditionsabfall äußern. Die individuelle Anpassungsfähigkeit an die Höhenluft ist dabei nicht unbedingt abhängig von Kondition und Trainingszustand auf Meereshöhe. Im Gegenteil können gerade schlanke, großgewachsene und trainierte Personen besonders betroffen sein. Bei dauerhaften Symptomen, die auf die Höhenkrankheit schließen lassen, ist ein sofortiger Abstieg erforderlich, der in jedem Fall mit Begleitung erfolgen sollte. Das Tückische hierbei ist, dass die Beschwerden nur langsam zunehmen und so unterschätzt werden können. Es sollte zudem eine Reisekrankenversicherung abgeschlossen werden, die eine Hubschrauberrettung beinhaltet. Eine Höhenrettung am Berg gestaltet sich dennoch oft schwierig.